# Pedregal Moctezuma 2da. Sección
Pedregal Moctezuma 2da. Sección är en ort i Mexiko.   Den ligger i kommunen Huimanguillo och delstaten Tabasco, i den sydöstra delen av landet, 600 km öster om huvudstaden Mexico City. Pedregal Moctezuma 2da. Sección ligger 75 meter över havet och antalet invånare är 502.
Terrängen runt Pedregal Moctezuma 2da. Sección är huvudsakligen platt. Pedregal Moctezuma 2da. Sección ligger uppe på en höjd. Runt Pedregal Moctezuma 2da. Sección är det ganska glesbefolkat, med 45 invånare per kvadratkilometer. Närmaste större samhälle är Chontalpa, 15,8 km öster om Pedregal Moctezuma 2da. Sección. Trakten runt Pedregal Moctezuma 2da. Sección består till största delen av jordbruksmark.